# South East Melbourne Phoenix
Maillots
Le South East Melbourne Phoenix est un club australien de basket-ball basé dans la ville de Melbourne. L'équipe est entrée dans la National Basketball League (NBL) au cours de la saison 2019-2020. L’équipe joue la majorité de ses matchs à domicile au Melbourne Arena, qu’elle partage avec son homologue de la NBL, Melbourne United, et certains matchs se déroulent au State Basketball Centre, future salle de l'expansion.

## Historique
Avec l’intention d’élargir la NBL à compter de la saison 2019-2020, la ligue a vendu une licence de franchise à Romie Chaudhari, copropriétaire de Swansea City, en juillet 2018. En août 2018, l’ancien joueur des Melbourne Tigers, Tommy Greer, a été nommé manager général de la nouvelle franchise, indiquant que la franchise serait probablement basée à Melbourne. Le 2 septembre 2018, la NBL a annoncé que la neuvième franchise de la ligue sera basée au sud-est de Melbourne. Le 18 octobre 2018, Simon Mitchell a été nommé entraîneur de l’équipe. Le 17 novembre 2018, le nom de l’équipe a été annoncé comme étant South East Melbourne Phoenix. Le 4 décembre 2018, l’ancien joueur des Adelaide 36ers, Mitch Creek, a été annoncé comme la première grosse acquisition de l’équipe.

### Les débuts de l'équipe
Le Phoenix a fait ses débuts à l’ouverture de la saison 2019-2020 le 3 octobre 2019, lorsqu’il a été accueilli par les rivaux de Melbourne United. Devant une foule à guichets fermés, Phoenix a gagné 91-88. Phoenix a joué son premier match à domicile le 13 octobre 2019 contre les Brisbane Bullets, remportant le match 113-93. Lors du début de saison, Phoenix affiche un bilan de 5 victoires pour 2 défaites. Cependant, ils n'ont remporté que quatre matchs par la suite, pour terminer leur saison inaugurale à la huitième place avec un bilan de 9-19.

## Entraîneurs
- 2019- :  Simon Mitchell